# Мольяно
Мольяно (італ. Mogliano) — муніципалітет в Італії, у регіоні Марке, провінція Мачерата.
Мольяно розташоване на відстані близько 165 км на північний схід від Рима, 50 км на південь від Анкони, 14 км на південь від Мачерати.
Населення — 4755 осіб (2014).
Щорічний фестиваль відбувається 24 червня. Покровитель — святий Іван Хреститель.

## Демографія
Населення за роками:

Станом на 1 січня 2023 року в муніципалітеті офіційно проживало 388 іноземців з 32 країн, серед них 97 громадян країн Євросоюзу та 6 громадян України.

## Персоналії
- Массімо Джиротті (1918—2003) — італійський кіноактор.

## Сусідні муніципалітети
- Корридонія
- Фермо
- Франкавілла-д'Ете
- Лоро-Пічено
- Масса-Фермана
- Петріоло